# Traduction mobile
La traduction mobile est l'ensemble des possibilités de traductions audio fournies par tout appareil électronique, application ou logiciel : appareils portables spécialement conçus dans ce but ; services de traduction automatique ou application/logiciel pour appareils portables, y compris les téléphones portables, les ordinateurs de poche, et le PDA de traduction mobile. Ces moyens apportent aux utilisateurs l'avantage d'une traduction instantanée et sans médiation, généralement contre des frais nettement inférieurs à la rémunération d'un traducteur humain.
La traduction mobile fait partie des derniers services proposés aux utilisateurs de communications mobiles, notamment la localisation (service GPS), le portefeuille électronique (mobile banking), la lecture de cartes de visite, code-barres, texte, etc.
Elle s'appuie sur la programmation informatique dans le domaine de la linguistique informatique et des moyens de communication de l'appareil (connexion Internet ou SMS) pour fonctionner.

## Terminologie
Le site classement-traducteurs.fr oppose l' application de traduction par rapport à un traducteur mobile.

## Histoire
Un système de traduction permettant aux Japonais d'échanger des conversations avec des ressortissants étrangers via des téléphones portables a été développé pour la première fois en 1999 par l'Institut de recherche sur les télécommunications avancées International-Interpreting Telecommunications Research Laboratories, basé à Kansai Science City, les mots/paroles en japonais prononcés dans l'appareil mobile sont traduits dans la langue cible, puis envoyés sous forme de message vocal sur le téléphone mobile de l'autre utilisateur.
Un logiciel de traduction automatique pour appareils portables offrant des capacités de traduction pour le texte saisi par l'utilisateur, les SMS et les e-mails a été commercialisé en 2004 par Transclick et un brevet a été délivré à Transclick pour la traduction de SMS, d'e-mails et de messagerie instantanée en 2006.
En novembre 2005, une autre société japonaise, NEC Corporation, a annoncé le développement d'un système de traduction qui pourrait être chargé dans les téléphones mobiles. Ce système de traduction mobile pourrait reconnaître 50 000 mots japonais et 30 000 mots anglais, et pourrait être utilisé pour des traductions simples en voyage. Ce n'est qu'en janvier 2009 que NEC Corporation a officiellement présenté son produit.
Les progrès techniques dans la miniaturisation des appareils informatiques et de communication ont rendu possible l'utilisation des téléphones mobiles dans l'apprentissage des langues. Parmi les premiers projets figuraient les programmes d'études en espagnol qui comprenaient des exercices de vocabulaire, des quiz et des traductions de mots et de phrases. Peu de temps après, des projets ont été développés en utilisant des téléphones portables pour enseigner l'anglais dans une université japonaise. Un programme similaire a été créé pour apprendre l'italien en Australie. Des phrases de vocabulaire, des quiz et des phrases courtes ont été envoyés par SMS.

## Fonctions techniques
Afin de prendre en charge le service de traduction automatique, un appareil mobile doit pouvoir communiquer avec des ordinateurs externes (serveurs) qui reçoivent le texte/discours saisi par l'utilisateur, le traduisent et le renvoient à l'utilisateur. Cela se fait généralement via une connexion Internet (WAP, GPRS, EDGE, UMTS, Wi-Fi) mais certaines applications antérieures utilisaient les SMS pour communiquer avec le serveur de traduction.
La traduction mobile ne doit pas être confondue avec les dictionnaires (parlants) modifiables par l'utilisateur et les guides de conversation qui sont déjà répandus et disponibles pour de nombreux appareils portables et ne nécessitent normalement pas de connectivité Internet sur l'appareil mobile.

### Caractéristiques
La traduction mobile peut inclure un certain nombre de fonctionnalités utiles, auxiliaires de la traduction de texte qui constitue la base du service. Bien que l'utilisateur puisse saisir du texte à l'aide du clavier de l'appareil, il peut également utiliser du texte préexistant sous forme d'e-mail ou de SMS reçus sur l'appareil de l'utilisateur (traduction e-mail/SMS) Il est également possible d'envoyer un message traduit, contenant éventuellement le texte source ainsi que la traduction
Certaines applications de traduction mobiles offrent également des services supplémentaires qui facilitent davantage le processus de communication traduite, tels que :
- génération de la parole (synthèse vocale), où le texte (traduit) peut être transformé en parole humaine (par un ordinateur qui restitue la voix d'un locuteur natif de la langue cible) ;

- la reconnaissance vocale, où l'utilisateur peut parler à l'appareil qui enregistrera le discours et l'enverra au serveur de traduction pour le convertir en texte avant de le traduire ;

- traduction d'images, où l'utilisateur peut prendre une photo (à l'aide de l'appareil photo du dispositif) d'un texte imprimé (un panneau de signalisation, un menu de restaurant, une page d'un livre, etc.), demander à l'application de l'envoyer au serveur de traduction qui appliquera la Technologie Optique de reconnaissance de caractères (OCR), extraire le texte, le renvoyer à l'utilisateur pour édition (si nécessaire) puis le traduire dans la langue choisie

- interprétation vocale, où l'utilisateur peut sélectionner la combinaison linguistique requise, puis se connecter automatiquement à un interprète en direct
- traduction d'appels téléphoniques, où l'utilisateur peut converser avec d'autres parties via un traducteur mobile, qui utilise les fonctionnalités de reconnaissance vocale et de générateur de parole, mais avec une optimisation supplémentaire pour cette méthode de communication (par exemple, une sensibilité de microphone différente)[6]

### Langues prises en charge
Récemment, il y a eu une augmentation notable du nombre de paires de langues proposées pour la traduction automatique sur les appareils mobiles. Alors que les fournisseurs de services japonais proposent traditionnellement la traduction croisée pour le japonais, le chinois, l'anglais et le coréen, d'autres peuvent proposer des traductions depuis et vers plus de 20 langues, ou plus de 200 paires de langues, y compris la plupart des langues latines.
La génération de la parole est cependant limitée à une plus petite partie de ce qui précède, y compris l'anglais, l'espagnol, l'italien, le français, le chinois, etc. La traduction des images dépend des langues OCR disponibles.

## Avantages et contraintes techniques

### Avantages
Avoir une traduction automatique en temps réel à portée de main présente un certain nombre d'utilisations et d'avantages pratiques
- Mobiliser la traduction humaine : les traducteurs humains peuvent utiliser des outils de traduction mobiles pour traduire n'importe où et n'importe quand. Ils n'ont plus à travailler avec un logiciel de traduction de bureau
- Voyager : la traduction mobile en temps réel peut aider les personnes voyageant dans un pays étranger à se faire comprendre ou à comprendre les autres
- Réseautage d'affaires : Mener des discussions avec des clients étrangers (potentiels) à l'aide de la traduction mobile permet d'économiser du temps et de l'argent, et est instantané.La traduction mobile en temps réel est une alternative beaucoup moins coûteuse aux centres d'appels multilingues engageant des traducteurs humains. Le réseautage au sein d'équipes multinationales peut également être grandement facilitée en utilisant le service
- Mondialisation des réseaux sociaux : la traduction mobile permet de discuter et d'envoyer des SMS avec des amis au niveau international. De nouveaux amis et associés pourraient se faire en surmontant la barrière de la langue.
- Apprendre une langue étrangère : L'apprentissage d'une langue étrangère peut être rendu plus facile et moins coûteux en utilisant un appareil mobile équipé d'une traduction automatique en temps réel. Les statistiques révèlent que la plupart des étudiants possèdent un téléphone portable et constatent que l'apprentissage d'une langue étrangère via un téléphone portable s'avère moins cher que sur un PC. De plus, la portabilité des téléphones portables permet aux apprenants de langues étrangères d'étudier en dehors de la salle de classe, n'importe où et à leur rythme.

### Défis et inconvénients
Les progrès de la technologie mobile et des services de traduction automatique ont permis de réduire, voire d'éliminer certains des inconvénients de la traduction mobile, tels que la taille réduite de l'écran de l'appareil mobile et la saisie à un doigt. De nombreux nouveaux appareils portables sont équipés d'un clavier QWERTY et/ou d'un écran tactile, ainsi que d'une reconnaissance de l'écriture manuscrite qui augmente considérablement la vitesse de frappe.Après 2006, la plupart des nouveaux téléphones et appareils mobiles ont commencé à proposer de grands écrans avec des résolutions supérieures de 640 x 480 px, 854 x 480 px ou même 1024 x 480 px, ce qui donne à l'utilisateur suffisamment d'espace visible pour lire/écrire des textes volumineux. En 2011, la technologie dite de traduction hybride a été introduite par myLanguage via son application mobile Vocre, qui repose en grande partie sur des données linguistiques issues du crowdsourcing.
Cependant, le défi le plus important auquel est confronté l'industrie de la traduction mobile est la qualité linguistique et communicative des traductions. Bien que certains fournisseurs prétendent avoir atteint une précision de traduction aussi élevée que 96%, bénéficiant d'une technologie capable de comprendre les idiomes et le langage argotique, la traduction automatique est toujours de qualité inférieure à la traduction humaine et doit être utilisée avec précaution si les sujets traduits nécessitent justesse.
Une méthode qui a été utilisée pour atténuer le manque de précision dans la traduction mobile, est l'apprentissage d'ontologie combiné à l'extraction terminologique pour identifier les phrases fréquemment utilisées, l'interprétation sémantique pour déterminer le contexte et la signification corrects d'une phrase donnée, et la mise en œuvre d'une structure de données pour stocker les nuances trouvées dans les termes et expressions multi-sens précédents. Cette combinaison de structures de traduction de base en conjonction avec des algorithmes d'apprentissage automatique est ce qui rend cette méthode multiphase si précise, et lui donne également la possibilité de devenir progressivement plus précise. Il faut savoir que cette méthode est extrêmement difficile à automatiser ; la mise en œuvre de cette structure de manière conviviale reste un défi majeur pour les développeurs d'applications de traduction
Un inconvénient qui doit être mentionné est l'exigence d'une connexion Internet stable sur l'appareil mobile de l'utilisateur. Étant donné que la méthode de communication avec le serveur de traduction par SMS s'est avérée moins efficace que l'envoi de paquets de données - en raison de la limite de longueur des messages (160 caractères) et du coût plus élevé des SMS par rapport aux frais de transfert de données Internet - la connexion à l'Internet sur les appareils mobiles est une obligation, alors que la couverture dans certaines zones non urbaines est encore instable.